# Ammophila terminata terminata
Ammophila terminata terminata é uma subespécie de insetos himenópteros, mais especificamente de vespas pertencente à família Sphecidae.
A autoridade científica da subespécie é F. Smith, tendo sido descrita no ano de 1856.
Trata-se de uma subespécie presente no território português.